# Walter White
Walter Hartwell White Sr., también conocido por su alias Heisenberg, es el antihéroe ficticio convertido en el villano protagonista de la serie de televisión de drama criminal estadounidense Breaking Bad, interpretado por Bryan Cranston.
White es un químico experto que cofundó una empresa de tecnología antes de aceptar una compra por parte de sus socios. Mientras sus socios se hacían ricos, Walter se convirtió en profesor de química en una escuela secundaria en Albuquerque, y apenas llegaba a fin de mes con su familia: su esposa Skyler (Anna Gunn) y su hijo Walter Jr. (RJ Mitte). Al comienzo de la serie, el día después de cumplir 50 años, a White le diagnostican Etapa III cáncer de pulmón. Tras este descubrimiento, White decide fabricar y vender metanfetamina con un exalumno, Jesse Pinkman (Aaron Paul), para garantizar la seguridad financiera de su familia tras su muerte. Debido a su experiencia, la "metanfetamina azul" de White es más pura que cualquier otra en el mercado, y se ve profundamente involucrado en el tráfico de drogas ilícitas.
White se vuelve cada vez más despiadado y antipático a medida que avanza la serie, ya que el creador de la serie Vince Gilligan quería que pasara de "Mr. Chips a Scarface". Adopta el alias "Heisenberg", que se vuelve reconocible como una figura clave en el tráfico de drogas del suroeste. White lucha por administrar a su familia mientras oculta su participación en el negocio de las drogas a su cuñado, el agente de la DEA Hank Schrader (Dean Norris). Aunque los funcionarios de AMC inicialmente dudaron en elegir a Cranston debido a su papel cómico anterior en Malcolm in the Middle, Gilligan lo eligió basándose en la actuación anterior del actor en el episodio de The X-Files "Drive", que escribió Gilligan. Cranston contribuyó en gran medida a la creación de su personaje, incluida la historia de fondo, la personalidad y la apariencia física de White.

## Concepto y creación
Inspirado por Tony Soprano, el creador de Breaking Bad, Vince Gilligan, quería que su personaje principal fuera un protagonista que se convirtiera en un antagonista en el transcurso del programa, o como él lo describió, convirtiendo a Mr. Chips en Scarface.  Gilligan también dijo, en 2013, "Sin Tony Soprano, no habría Walter White". Gilligan necesitaba que este personaje entrara en una crisis de mediana edad que lo llevaría a buscar opciones arriesgadas y lo llevaría a más actividades delictivas. Como premisa de Breaking Bad se basó en una idea humorística que él y su colega escritor de The X-Files, Thomas Schnauz, habían ideado de conducir un RV produciendo metanfetamina, Gilligan convirtió a Walter en un profesor de química, uno que, hasta el comienzo del espectáculo, nunca habría violado la ley.
Gilligan eligió a Bryan Cranston para el papel de Walter White basándose en haber trabajado con él en "Drive", un episodio de la sexta temporada de la serie de televisión de ciencia ficción The X-Files, donde Gilligan trabajó como escritor. Cranston interpretó a un antisemita con una enfermedad terminal que tomó como rehén a Fox Mulder (David Duchovny). Gilligan dijo que el personaje tenía que ser simultáneamente repugnante y simpático, y que "Bryan solo era el único actor que podía hacer eso, que podía lograr ese truco. Y es un truco. No tengo idea de cómo lo hace".  Los funcionarios de AMC inicialmente se mostraron reacios con la elección del reparto, ya que conocían a Cranston solo como el personaje exagerado Hal en la serie de comedia Malcolm in the Middle y se acercaron a los actores John Cusack y Matthew Broderick sobre el papel. Cuando ambos actores se negaron, se convenció a los ejecutivos de elegir a Cranston después de ver el episodio de X-Files.
Cranston contribuyó mucho a la personalidad del personaje. Cuando Gilligan dejó gran parte del pasado de Walter sin explicación durante el desarrollo de la serie, el actor escribió su propia historia de fondo para el personaje. Al comienzo del espectáculo, Cranston ganó 10 libras para presagiar el deterioro físico gradual del personaje. Tenía los reflejos rojos naturales de su cabello teñido de marrón. Colaboró con la diseñadora de vestuario Kathleen Detoro en un guardarropa de colores verde y marrón en su mayoría neutros para hacer que el personaje fuera suave y anodino, y trabajó con la maquilladora Frieda Valenzuela para crear un bigote que describió como "impotente" y como una "oruga muerta". Cranston también identificó repetidamente elementos en los guiones en los que no estaba de acuerdo con la forma en que se manejaba el personaje, y llegaba a llamar a Gilligan directamente cuando no podía resolver los desacuerdos con los guionistas del episodio. Cranston ha dicho que se inspiró parcialmente en su padre por la forma en que Walt se comporta físicamente, que describió como "un poco encorvado, nunca erecto, [como si] el peso del mundo estuviera sobre los hombros de este hombre".
Gilligan ha dicho que ha sido difícil escribir para Walter White porque el personaje es muy oscuro y moralmente cuestionable.  A medida que avanzaba la serie, Gilligan y el equipo de guionistas de Breaking Bad hicieron que Walt fuera cada vez más antipático.  Cranston dijo en la cuarta temporada: "Creo que Walt se dio cuenta de que es mejor ser un perseguidor que un perseguido. Está en camino de convertirse en rudo". Con respecto al destino de White en el final de la serie, Cranston lo previó como "feo [sin] redención",  aunque antes, Gilligan divulgó sus planes para "terminar con una nota alta, de una manera que satisfaga a todos".

## Biografía del personaje
Walter White era hijo único. Cuando tenía seis años, perdió a su padre por la enfermedad de Huntington. Walter estudió en un Instituto de Tecnología de California, donde destacó por ser un brillante químico. En 1985 colaboró en un proyecto de radiografía de protones que fue galardonado con un Premio Nobel. Tras finalizar los estudios, él y su gran amigo Elliott Schwartz, fundaron la empresa Gray Matter Technologies. Durante aquella época, Walter tenía una relación con Gretchen (Jessica Hecht), su ayudante de laboratorio. Sin embargo, un día rompe con ella y abandona súbitamente la empresa, vendiendo a Elliott todas sus acciones en la empresa por tan solo 5000 dólares. Gretchen y Elliott se casan más adelante y se vuelven multimillonarios, gracias en su mayor parte al trabajo de investigación de Walt. A pesar de seguir siendo amigos, Walt siente un profundo y secreto resentimiento hacia Elliott y Gretchen por aprovecharse de su trabajo.
Con 50 años, Walt trabaja como profesor de química en un instituto en Albuquerque, Nuevo México, enseñando a estudiantes poco respetuosos y nada motivados. El trabajo está tan mal pagado que Walt se ve obligado a tomar un segundo empleo en un lavadero de coches para tener ingresos adicionales, lo que resulta particularmente humillante cuando se ve en la tesitura de tener que lavarle el coche a sus propios estudiantes. Walt y su mujer Skyler (Anna Gunn) tienen un hijo adolescente llamado Walter Jr. (RJ Mitte), que sufre de parálisis cerebral. Skyler además está embarazada de su segunda hija, Holly, que nace al final de la segunda temporada. Walt tiene otros familiares como la hermana de Skyler, Marie Schrader (Betsy Brandt); su marido, Hank (Dean Norris), que es un agente de la DEA (siglas en inglés de Administración para el Control de Drogas); y su madre, a la que nunca se la ve físicamente. 
A lo largo de la serie, la personalidad de Walter evoluciona. Por ejemplo, en un principio tiene problemas consigo mismo de matar a un "cabo suelto", mientras que en temporadas posteriores no se hace problemas con ello.

### Temporada 1
En su 50 cumpleaños, durante su fiesta sorpresa, Walt ve un informe de noticias sobre el arresto de Hank a traficantes de metanfetamina. Walt está impresionado por las ganancias monetarias de la operación de metanfetamina y Hank se ofrece a llevarlo a una redada de la DEA. Al día siguiente, Walt se desmaya en el lavado de autos y lo llevan al hospital; allí, le dicen que tiene un cáncer de pulmón inoperable y que probablemente morirá en los próximos dos años. Durante el viaje, Hank rompe un laboratorio de metanfetamina y detiene al cocinero Emilio Koyama (John Koyama). Walt ve al compañero de Emilio huyendo de la escena y se da cuenta de que es uno de sus antiguos alumnos, Jesse Pinkman (Aaron Paul). Buscando asegurar el bienestar de su familia produciendo y vendiendo metanfetamina, Walt rastrea a Jesse y lo chantajea para que venda la metanfetamina que Walt cocinará. Walt le da a Jesse los ahorros de toda su vida para comprar una casa rodante que pueden usar como laboratorio de metanfetamina. 
Después de cocinar por primera vez en la casa rodante, Jesse lleva una muestra de la metanfetamina extremadamente pura al distribuidor Domingo "Krazy-8" Molina (Max Arciniega), y luego lleva a él y al ahora liberado Emilio a ver el sitio de cocina. Emilio reconoce que Walt acompañó a la DEA durante la redada y cree que es un informante. Krazy-8 obliga a Walt a mostrarles cómo cocinó metanfetamina tan pura o corre el riesgo de ser asesinado. Walt pretende comenzar a cocinar, pero en su lugar produce gas tóxico de fosfina que mata a Emilio e incapacita a Krazy-8. Walt y Jesse aseguran a Krazy-8 a un poste estructural en el sótano de Jesse con un candado alrededor de su cuello, y Walt lucha con la decisión de matarlo. Después de que Krazy-8 promete no tomar represalias, Walt comienza a abrir la cerradura para dejar ir a Krazy-8, pero lo ve alcanzar un trozo de placa rota para apuñalar a Walt tan pronto como lo liberen. Walt entra en pánico y lo mata ahogándolo con la cerradura. La experiencia sacude a Walt, y le dice a Jesse que ya no cocinará metanfetamina.
Walt finalmente le cuenta a su familia sobre su diagnóstico de cáncer, y lo instan a someterse a una costosa quimioterapia. Inicialmente, no quiere someterse al tratamiento, por temor a que su familia lo recuerde como una carga y un inválido indefenso, al igual que recuerda a su propio padre. Más tarde, acepta a regañadientes someterse a un tratamiento, pero rechaza la oferta de Gretchen y Elliot de pagarlo y elige volver al tráfico de drogas con Jesse. Se afeita la cabeza para ocultar su pérdida de cabello inducida por la quimioterapia.
Insatisfecho con la lentitud de Jesse para vender la metanfetamina, Walt lo presiona para que la venda a granel al narcotraficante local Tuco Salamanca (Raymond Cruz), quien se ha apoderado del antiguo territorio de Krazy-8. Al descubrir que Tuco robó la metanfetamina y golpeó salvajemente a Jesse, Walt visita la guarida de Tuco con otra bolsa de cristales, presentándose como "Heisenberg" (una referencia al físico teórico Werner Karl Heisenberg).  Después de que Tuco se burla de Jesse, se niega a pagar la bolsa e insinúa que Walt sufrirá el mismo destino que Jesse, Walt explota parte de la guarida ya que la bolsa contenía mercurio fulminado, no metanfetamina. Impresionado por la audacia de "Heisenberg", Tuco acepta a regañadientes pagar por ella en el futuro.
Walt se deleita con su éxito y adopta el alias de Heisenberg en sus tratos comerciales en el futuro. Para hacer lotes más grandes de metanfetamina para aprovechar su nuevo acuerdo con Tuco, Walt y Jesse pasan de usar pseudoefedrina a metilamina como precursor. Esto tiñe su metanfetamina azul, que se convierte en una firma del producto de Walt. La pareja comienza a temer por sus vidas cuando, después de probar la pureza de la metanfetamina que administraron esnifando un poco, Tuco golpea sin sentido hasta matar a uno de sus propios hombres, No-Doze (Cesar García).

### Temporada 2
La "metanfetamina azul" de Walt se vuelve increíblemente popular, hasta el punto de que Hank se da cuenta y asalta la operación de Tuco. Un Tuco paranoico evade el busto y secuestra a Jesse y a Walt. Los lleva a una casa aislada en el desierto, con la intención de llevarlos a lo más profundo de México, donde se verían obligados a cocinar su metanfetamina azul para el cartel. Después de un intento fallido de envenenar a Tuco, logran escapar a pie. Hank, que había estado buscando a Jesse, ve su auto en la casa y mata a Tuco en un tiroteo. Walt es arrestado cuando se quita toda la ropa en una tienda de comestibles. Explica su desaparición afirmando que había entrado en un estado de fuga como resultado de su medicación contra el cáncer y simplemente se alejó.
Walt descubre que su cáncer está en remisión y planea dejar el negocio de la metanfetamina nuevamente después de vender los últimos 38 lb (17 kg) de metanfetamina. Contrata al abogado criminal sin escrúpulos Saul Goodman (Bob Odenkirk) para cubrir su participación en el tráfico de drogas y lavar su dinero. Al ver que necesitan un nuevo distribuidor para vender la gran cantidad de producto que les queda, Saul organiza una reunión en un restaurante local con un misterioso capo de la metanfetamina. Jesse se presenta a la reunión drogado con heroína y se va cuando el capo no aparece. Walt se da cuenta de que el dueño del restaurante, Gus Fring (Giancarlo Esposito) era el hombre con el que se suponía que debían encontrarse. Al ser interrogado por Walt, Gus explica que estaba observando a la pareja y se niega a trabajar con ellos porque Jesse es un adicto a las drogas. Sin embargo, unos días después, le da a Walt la oportunidad de demostrar su valía al entregar toda la metanfetamina en una parada de camiones en una hora. Walt irrumpe en el apartamento de Jesse donde se almacena la metanfetamina y lo encuentra desmayado con su novia Jane Margolis (Krysten Ritter). Walt encuentra la metanfetamina y hace la entrega a tiempo, pero se pierde el nacimiento de su hija. Jane chantajea a Walt para que le dé a Jesse su parte del dinero de las drogas, después de que Walt inicialmente se negara debido a su consumo de drogas.
Después de hablar con un extraño en un bar sobre la familia, sin saber que es el padre de Jane, Donald (John de Lancie), Walt vuelve a irrumpir en el apartamento de Jesse y encuentra a los amantes desmayados en un estupor de heroína. Jane rueda sobre su espalda, vomita y comienza a ahogarse. Walt no hace nada para ayudarla y la ve morir. Walt hace que el limpiador de Saul, Mike Ehrmantraut (Jonathan Banks), aclare cualquier conexión que Jesse tenga con la muerte de Jane, y convence a Jesse para que ingrese a rehabilitación .
Walt se somete a una operación para extirpar el crecimiento canceroso restante. Las referencias inducidas por la anestesia de Walt a un "segundo teléfono celular", el que usa para vender drogas, hacen que Skyler sospeche, lo que la lleva a descubrir muchas de sus mentiras y a irse con sus hijos. Justo después de su partida, dos aviones de pasajeros chocan directamente sobre la casa de Walt; el accidente fue causado por Donald, que trabaja como controlador de tráfico aéreo y estaba tan abrumado por el dolor que no prestaba atención a su trabajo. Walt observa el accidente con horror, sin saber que él es indirectamente responsable. 

#### Better Call Saul
En el episodio "Breaking Bad" de la temporada 6 de Better Call Saul, luego de su secuestro en el desierto por parte de Jesse y Walt en "Better Call Saul", Saul regresa a la casa rodante con Jesse y Walt, donde Jesse demuestra estar más dispuesto a responder las preguntas de Saul que Walt. quien insiste en darle a Saúl respuestas solo cuando sea necesario. Mientras que los tres hombres quedan varados brevemente cuando la casa rodante se descompone, Jesse se interesa por saber quién es "Lalo", debido a lo asustado que estaba Saul al pensar que Lalo enviaría a Walt y Jesse tras él, notando que nunca antes había escuchado ese nombre en las calles. Sin embargo, Saul ignora las preguntas de Jesse sobre Lalo. Luego, Saul ingresa a la escuela secundaria en la que trabajaba Walter White para iniciar su alianza.

### Temporada 3
Walt decide salir del negocio de la metanfetamina y rechaza la oferta de Gus de producirla en un laboratorio de última generación escondido debajo de una lavandería industrial por un millón de dólares al mes. Ahora separado de Skyler y viviendo en un apartamento, Walt le admite que ha estado financiando su tratamiento cocinando metanfetamina. Skyler, horrorizada, pide el divorcio a cambio de su silencio y exige que Walt no tenga nada que ver con sus hijos.
Después de descubrir que Jesse está cocinando y vendiendo su propia versión de la metanfetamina azul, Walt acepta cocinar su metanfetamina para Gus. Es asistido por el consumado químico Gale Boetticher (David Costabile) y el negocio comienza a funcionar sin problemas. Jesse continúa cocinando su propia versión, con Skinny Pete y Badger como sus distribuidores, pero esto lleva a Hank a casi atrapar a Jesse y Walt mientras sigue una pista en un RV que creía que estaba siendo utilizado para cocinar metanfetamina. Para evitar que los descubran escondidos en la casa rodante, Walt y Jesse, con la ayuda de Saul, hacen una llamada telefónica para distraer a Hank y hacerle creer que su esposa Marie ha sufrido un accidente automovilístico. Hank decide abandonar la búsqueda de la casa rodante solo para descubrir que Marie está bien, lo que permite que Walt y Jesse se deshagan del vehículo. Esto enfurece a Hank lo suficiente como para golpear a Jesse en su casa y enviarlo al hospital. Walter se disculpa con Jesse por la golpiza de Hank mientras Jesse planea demandar a Hank. Walt le aconseja que deje el negocio de la metanfetamina para siempre. pero Jesse le dice a Walt que seguirá cocinando por su cuenta. También le dice a Walt que si lo atrapan, haría un trato para entregar a Heisenberg. Temiendo que algo de esto descarrile la carrera de Hank en la aplicación de la ley, Walt se ve obligado a convencer a Gus de que contrate a Jesse para reemplazar a Gale como su asistente, acordando compartir el 50% de sus ganancias con Jesse. Jesse se muestra reacio a volver a trabajar con Walter y afirma que desde que se convirtieron en socios, Jesse se ha sentido más solo que nunca. Walter le dice a Jesse que es tan bueno como él cocinando metanfetamina. Jesse finalmente acepta asociarse con Walt una vez más, a lo que Walt suspira aliviado, aunque esto le costará $1,500,000. Walter despide torpemente a Gale del laboratorio y le da a Jesse el trabajo de asistente y le dice a Víctor que el cambio es para mejor.
Suponiendo que Skyler no lo entregará a la policía debido al daño que le causaría a su hijo, Walt regresa a su casa. Después de algunos intentos de engañarlo, Skyler acepta la situación con inquietud y ayuda a Walt a lavar el dinero de las drogas, pero se niega a tener nada que ver con él fuera del negocio. La brecha en su matrimonio empeora cuando Skyler se acuesta con su jefe, Ted Beneke (Christopher Cousins). Walt intenta vengarse de ella haciéndole una insinuación al director de su escuela, quien lo suspende por tiempo indefinido.
Los primos de Tuco, Marco y Leonel Salamanca (Luis y Daniel Moncada), buscan venganza contra los responsables de su muerte y descubren la identidad de Walt a través de su tío Héctor Salamanca (Mark Margolis). Creyendo que Walt traicionó a Tuco, van a su casa y se preparan para matarlo con un hacha de plata. Gus descubre esto y, para proteger su inversión en Walt, los convence de que, en cambio, apunten a Hank, quien en realidad mató a Tuco. Más tarde, los primos mueren en su intento de quitarle la vida a Hank, pero logran paralizarlo temporalmente de cintura para abajo. Skyler obliga a Walt a pagar por el cuidado de Hank y crea una historia de tapadera sobre Walt contando cartas en los casinos para explicar cómo ganó su dinero.
Walt enfurece a Gus al matar a dos de sus traficantes en un intento de proteger a Jesse, quien había estado planeando matarlos él mismo por el asesinato de un niño pandillero. Gus responde golpeando a Jesse y volviendo a contratar a Gale como asistente de Walt, con la intención de reemplazar a Walt lo antes posible. Walt planea matar a Gale para evitar volverse desechable, pero el secuaz de Gus, Victor, atrae a Walt a la lavandería, donde Mike está esperando para matarlo. Walt llama frenéticamente a Jesse y le dice que está a punto de ser asesinado y que Jesse tendrá que eliminar a Gale él mismo. Victor corre a la casa de Gale pero lo encuentra muerto a tiros.

### Temporada 4
Después del asesinato de Gale, Mike retiene a Walt en el laboratorio para esperar la llegada de Gus. Víctor llega con Jesse y comienza a cocinar él mismo para mostrarle a Gus que Walt y Jesse no son indispensables. Gus, sin embargo, mata a Víctor frente a Mike, Walt y Jesse en una espantosa demostración de fuerza. La tensión de trabajar bajo una seguridad más estricta crea una ruptura entre Walt y Jesse, y Gus aprovecha la oportunidad para traer a Jesse a su lado haciendo que Mike lo entrene. Walt deduce que Gus planea en algún momento matarlo y reemplazarlo con Jesse. Le da a Jesse ricina casera para envenenar a Gus, pero Jesse nunca lo hace. Walt aparece en la casa de Jesse e intenta convencerlo de que traicione a Gus, pero Jesse se niega y le dice a Walt que han terminado.
Mientras tanto, Skyler compra el lavado de autos donde solía trabajar Walt y lo usa para lavar el dinero de las drogas. La evidencia del asesinato de Gale lleva a Hank a sospechar que Gus está involucrado en el negocio de la metanfetamina azul. Con la DEA escéptica y Hank incapaz de conducir debido a su condición, solicita la ayuda de Walt en la investigación como conductor y rastreador. Walt intenta sabotear la investigación, pero Gus lo culpa por llamar la atención de las autoridades.
Gus se deshace de la influencia del cartel mexicano en el área con la ayuda de Mike y Jesse. Luego despide a Walt y amenaza con matar a toda su familia si causa más problemas. Walt intenta usar una de las conexiones de Saul para que él y su familia se reubiquen, pero descubre que Skyler ha usado la mayor parte de su dinero de drogas para pagar las multas del IRS de Ted Beneke para evitar que investiguen sus propias vidas, lo que hace que Walt grite de frustración y miedo antes de estallar en un ataque de risa maníaca. Después de hacer arreglos para que Saul informara que Hank estaba siendo asesinado nuevamente, para que la DEA protegiera a su familia, Walt decide matar a Gus.
Cuando Brock, el hijo de Andrea, la nueva novia de Jesse, se enferma desesperadamente con síntomas similares a los de la ricina, Jesse ataca a Walt, creyendo que lo envenenó. Walt logra convencer a Jesse de que Gus es el responsable. Después de que falla un intento de matar a Gus con un coche bomba, Walt descubre por Saul que Gus ha estado visitando al tío de Tuco, Héctor, en su hogar de ancianos, para burlarse de él sobre la derrota del cartel y el fin de la familia Salamanca. Walt hace un trato con Héctor para atraer a Gus organizando una reunión con la DEA. Cuando Gus llega al hogar de ancianos para matar a Héctor por convertirse en informante, Héctor detona una bomba casera que hizo Walt, matándose a sí mismo, al secuaz de Gus, Tyrus, y al propio Gus. Walt rescata a Jesse, que había estado prisionero en el laboratorio, y juntos destruyen todas las pruebas e incendian el laboratorio.
Después de que Brock se recupera, Jesse se entera de que el niño probablemente había sido envenenado al comer accidentalmente bayas de lirio de los valles, no ricina. Walt responde que matar a Gus todavía era lo correcto. Walt llama a Skyler para decirle que están a salvo y que él ha "ganado", mientras la cámara se desplaza hacia una planta de lirio de los valles junto a su piscina, lo que indica que, de hecho, Walt había envenenado a Brock para incitar a Jesse a actuar.

### Temporada 5
Mike tiene la intención de matar a Walt en represalia por la muerte de Gus, pero Jesse interviene y convence a los dos hombres para que trabajen juntos para eliminar su conexión con el laboratorio destruido. Los tres en algún momento comienzan un nuevo sistema de producción de metanfetamina con la ayuda de una compañía corrupta de control de plagas, usando las casas de los residentes para cocinar metanfetamina mientras son fumigados, usando metilamina provista por Lydia Rodarte-Quayle (Laura Fraser), una representante del conglomerado que era dueño de la franquicia de pollo de Gus. Cuando se descubre que la policía ha rastreado su suministro, ella les filtra información sobre un tren que transporta el químico para que puedan planear un robo. El robo tiene éxito, pero Todd Alquist (Jesse Plemons), uno de los trabajadores de control de plagas, mata a un niño que los había visto. Horrorizados, Jesse y Mike deciden dejar el negocio. Un capo de la droga de Phoenix llamado Declan ofrece comprar la operación por $15 millones para eliminar a su competencia. Walt lo convence de pagar a Jesse y Mike y comenzar a distribuir la metanfetamina de Walt.
Hank conecta a Mike con la metanfetamina azul y comienza a presionar a varios de sus asociados, que ahora están en prisión, para que den información sobre la operación de la metanfetamina azul. Cuando Walt entrega la parte de Mike del pago de Declan, Mike se niega a revelar las identidades de estos prisioneros e insulta a Walt, culpándolo por todos los problemas que han encontrado; Walt lo mata a tiros en un ataque de ira. Al obtener una lista de los prisioneros de Lydia, recluta al tío de Todd, Jack (Michael Bowen), un criminal con vínculos con la pandilla de la prisión de la Hermandad Aria, para matar a los nueve hombres simultáneamente en varias prisiones para evitar que la DEA se dé cuenta de que estaban siendo atacados hasta que fue demasiado tarde.
Después de unos meses, Walt ha ganado más de $80 millones con la metanfetamina y Skyler lo convence de que deje de hacerlo. Walter deja el negocio de la metanfetamina y los niños regresan a casa. Durante una barbacoa familiar, Hank encuentra una copia de Leaves of Grass de Walt Whitman en el baño, la misma copia que Gale le dio a Walt; al leer la inscripción manuscrita de Gale que se refiere a Walt como "el otro WW", Hank se da cuenta de que Walt es el narcotraficante que ha estado persiguiendo. Enfurecido, Hank acusa a Walt de ser Heisenberg, lo que Walt, atónito, no confirma ni niega. Walt dice que su cáncer ha regresado y que probablemente estará muerto en seis meses, lo que hace que un arresto no tenga sentido. También le dice a Hank que "nunca verá el interior de una celda de prisión". Hank dice que pueden hablar si Walt entrega a sus hijos, pero Walt se niega y le dice a Hank que lo "trate con cuidado". Walt finalmente obliga a Hank a permanecer en silencio al crear una cinta de video confesional falsa en la que afirma que Hank es Heisenberg.
Walt entierra su dinero en siete barriles en la reserva india Tohajiilee y convence a Jesse para que participe en un programa de reubicación. Mientras espera a que lo recojan, Jesse se da cuenta de que Walt envenenó a Brock. Hank se acerca a Jesse y se ofrece a ayudar a derribar a Walt. Con la ayuda de Hank, Jesse atrae a Walt a una trampa afirmando haber encontrado su dinero. Walt hace arreglos con Jack y sus hombres para matar a Jesse, a cambio de prometer ayudar a enseñarle a Todd a cocinar metanfetamina. Cuando Walt se da cuenta de que Jesse está con Hank, intenta cancelar el trato para proteger a Hank, pero Hank y su socio de la DEA, Steven Gómez (Steven Michael Quezada), lo someten. En ese momento, Jack y sus hombres llegan y disparan contra el grupo, matando a Gómez e hiriendo a Hank; Jack luego ejecuta a Hank, a pesar de que Walt suplicó por la vida de su cuñado. Los hombres de Jack toman todo menos un barril del dinero de Walt y secuestran a Jesse; Mientras se lo llevan, Walt le dice con rencor que vio morir a Jane.
Walt intenta persuadir a Skyler y Walter Jr. para que huyan con él, pero se niegan. Él secuestra a Holly, pero tiene un momento de conciencia y la deja para que la encuentren y la devuelvan. Él llama a Skyler, sabiendo que la policía está escuchando, y la regaña por no seguir sus órdenes, como una forma de aclararla de su participación en sus crímenes. Walt luego pasa a la clandestinidad y es enviado a vivir aislado en New Hampshire.
Después de varios meses solo, Walt va a un bar local, donde llama a Walter Jr. e intenta darle dinero. Sin embargo, Walter Jr. rechaza enojado el gesto y cuelga. Sintiéndose desesperanzado, Walt llama a la DEA y se entrega. Mientras los espera, sin embargo, ve a Gretchen y Elliott en Charlie Rose minimizando sus contribuciones a Gray Matter y decide regresar a Albuquerque para arreglar las cosas. 
Cuando Walter llega a Albuquerque, en su cumpleaños número 52, se enfrenta a Gretchen y Elliott en su casa y los obliga a poner el dinero restante en un fondo fiduciario para Walter Jr. Luego visita a Skyler y le proporciona la ubicación de Hank y Steve sin marcar su tumba y sugiere que lo use para negociar un trato con el fiscal, y finalmente le admite que él entró en el negocio de la metanfetamina por sí mismo, no por su familia. Como muestra de agradecimiento, Skyler le permite ver a su hija, Holly, por última vez. Luego hace arreglos para ver a Lydia, envenenando subrepticiamente su bebida con ricina después de enterarse de dónde ha llevado Jack a Jesse. Walt conduce hasta el complejo de Jack y exige ver a Jesse. Cuando traen a Jesse, quien ha sido encadenado en un laboratorio y obligado a cocinar metanfetamina desde su secuestro, Walt se lanza encima de él y los tira al suelo. Ahora fuera de alcance, activa una ametralladora remota montada en su automóvil que hiere a Jack y mata a todos sus hombres excepto a Todd. Jesse estrangula a Todd con una cadena y lo mata. Al darse cuenta de que Jack todavía está vivo, Walt toma una pistola y le apunta. Jack le ruega a Walt que lo deje vivir y le ofrece grandes cantidades de dinero. Las súplicas de Jack caen en oídos sordos y Walt lo ejecuta con un tiro en la cara. Walt luego le pide a Jesse que lo mate, pero Jesse le dice que lo haga él mismo. Walt luego descubre que ha sido herido por una bala que rebota. Responde una llamada de Lydia en el teléfono de Todd y le informa fríamente que va a morir como resultado de la bebida envenenada que consumió. Intercambia un asentimiento de complicidad con Jesse, quien escapa del complejo. Walt camina tranquilamente alrededor del laboratorio de Jack y admira todo el equipo que Jesse había estado usando. Se da cuenta en un dial de que Jesse ha cocinado un lote perfecto de su producto y sonríe para sí mismo. Cuando llega la policía, Walt se derrumba en el suelo y muere con una expresión de satisfacción en su rostro, cumpliendo su comentario a Hank de que nunca verá el interior de una celda de prisión. 

### El Camino
Cranston repite su papel en la película El Camino: A Breaking Bad Movie en una escena retrospectiva, que tiene lugar durante los eventos del episodio "4 Days Out" de la segunda temporada del programa. Walt y Jesse están sentados en un desayuno bufet hablando sobre cómo van a mover un lote de metanfetamina recién cocinada. Walt le pregunta a Jesse qué le gustaría estudiar si fuera a la universidad y anima a Jesse a encontrar una vida fuera de la cocina de metanfetamina en el futuro. Sugiere que Jesse debería estudiar negocios y marketing, y comenta que Jesse es natural en eso y que "prácticamente podría enseñar la clase" él mismo usando su vasto conocimiento. Luego, Walt le dice a Jesse: "Eres muy afortunado, ¿lo sabías? No tuviste que esperar toda tu vida para hacer algo especial".
En el presente, Jesse, Skinny Pete y Badger ven varios informes de noticias sobre las secuelas de la masacre de Walt. En un informe de noticias que escucha Jesse, se confirma que Walt está muerto y el mismo informe menciona una investigación de una mujer de Houston envenenada por Walt, presumiblemente Lydia, que se encuentra en estado crítico y no se espera que sobreviva.

### Post-Breaking Bad
Walt es mencionado brevemente de pasada por Saul Goodman (ahora con el alias de Gene Takavic) mientras intenta explicarle a Jeff lo loca que se ha vuelto su vida y cuánto dinero podría ganar al entrar en "el juego".
Francesca Liddy luego le dice a Saul que la muerte de Walt solo empeoró las cosas para los jugadores de bajo nivel sobrevivientes conectados a su imperio de metanfetamina en lugar de mejorarlas. Como Walt había esperado, Skyler logró llegar a un acuerdo con los fiscales federales y la DEA finalmente se vio obligada a liberar a Huell Babineaux, dejando solo a Jesse y Saul para que los persiguieran. Aunque Jesse logró escapar con éxito a Alaska mientras engañaba al público para que pensara que huyó a México, la DEA confiscó todos los activos de Saul e incluso está siguiendo a Francesca en un intento por encontrarlo. Francesca admite que no sabe qué ha sido de Patrick Kuby, otro de los socios de Walt y no responde a las preguntas de Saul sobre Ira y Danny.
Saul finalmente es descubierto y arrestado por agentes de la DEA. Durante su interrogatorio inicial, traen a Marie, quien está amargada con Saul por permitir a Walter y conducir a la muerte de Hank. Saul astutamente afirma que Walt también lo manipuló para incitar al agente a iniciar un acuerdo con la fiscalía por una sentencia significativamente reducida hasta que Saul se entera de que su participación en la muerte de Howard Hamlin ya les fue dada por Kim Wexler.

## Recepción

### Respuesta crítica
El desarrollo del personaje de Walter White, así como la actuación de Bryan Cranston, han recibido elogios universales, tanto de la crítica como del público. Walter White es considerado uno de los personajes más grandes y emblemáticos de la historia de la televisión. 
Desde TheGuardian.com, Paul MacInnes elogió el personaje de Walter White en su conjunto, destacando su rápida transformación hasta convertirse en Heisenberg.  Desde el mismo sitio web, Rebecca Nicholson escribió sobre la muerte de Walt, elogiando el hecho de que en lugar de afrontar las consecuencias, "Walter muere feliz. No sólo obtiene lo que merecía; obtiene lo que quería. Es lo mismo para "Para nosotros, los espectadores: captamos la pulcritud y la incertidumbre, lo que demuestra un nivel de maestría de Heisenberg".  En su lista de los "100 mejores villanos", IGN clasificó a Walt en el puesto número 12, afirmando que "Walter White es la encarnación del egoísmo y quizás una de las figuras trágicas más grandes que jamás haya aparecido en la televisión, lo que hace que su descenso definitivo a la villanía sea tan mucho más convincente". 

La revista web Grantland cita a Andy Greenwald analizando a Walter White de manera diferente a otros, incluido Vince Gilligan. Greenwald afirma:
He estado pensando mucho en Walter White, la "sombra" en su reciente tomografía computarizada y la nube negra que hace mucho tiempo se apoderó de su corazón. Cuanto más nos acercamos al final, cuanto más se arrastra Walt y arremete como una rata cuando está rodeado, menos me creo todo el 'Mr. La cita de Chips a Scarface como analogía de la transformación de Walt... Pero creo que la parte más horrible de Breaking Bad puede ser que Walt, en esencia, realmente no se transformó en absoluto. No fue la codicia, la generosidad, el cáncer o el miedo lo que impulsó este reinado de muerte y destrucción. Fue resentimiento. Cada momento que Walt pasaba frente a un salón de clases pensaba en lo indigno que estaba todo para él. El fue un genio; estaba destinado a ser millonario, no este cruce castrado entre un trampolín y un felpudo. A fin de cuentas, Walt quería desesperadamente darles a todos una lección, y no me refiero al estilo del Sr. Chips. 
De manera similar, Scott Meslow escribió en The Atlantic que la capacidad de Walt para la villanía estaba presente mucho antes de que comenzara la serie, y que el cáncer era sólo el catalizador, afirmando que "todos los elementos que desde entonces lo han convertido en un monstruo ya estaban en su lugar".  La escritora del New York Emma Rosenblum dijo que Bryan Cranston "realiza el sencillo White con impecable sutileza: una palidez cerosa, una caída de los hombros y una sensación de fatalidad que es palpable". El escritor del Hollywood Reporter, Tim Goodman, elogió como valiente la decisión de Vince Gilligan de transformar a Walter White en un personaje antipático: "No tomas a tu personaje principal y lo haces desagradable. Simplemente no lo haces. Nadie hace eso. Nadie lo ha hecho". Realmente nunca he hecho eso hasta este punto".  Robert Bianco de USA Today llamó a Walt "una de las mayores creaciones dramáticas que jamás haya aparecido en nuestras pantallas de televisión".  En 2011, The New York Times nombró a Cranston como uno de los "ocho actores que convierten la televisión en arte".  Tras la conclusión del programa, el actor Anthony Hopkins escribió una carta de un fan a Cranston, en la que elogiaba el programa y calificó la actuación de Cranston como Walter White como la mejor actuación que jamás había visto.

### Reconocimientos
Cranston ha recibido varios premios y nominaciones por su interpretación de Walter White. Durante las primeras tres temporadas, ganó el premio Primetime Emmy al actor principal destacado en una serie dramática tres veces consecutivas, convirtiéndose en el primer actor en lograr esta hazaña desde Bill Cosby por I Spy.  Cranston también fue nominado en 2012 y 2013 para la cuarta temporada y la primera mitad de la quinta temporada, pero perdió ante Damian Lewis por Homeland y Jeff Daniels por The Newsroom, respectivamente. También ganó su cuarto premio Primetime Emmy como actor principal destacado en una serie dramática, en la 66.ª edición de los premios Primetime Emmy. 
En los premios anuales Globo de Oro, Cranston ha sido nominado al premio Mejor Actor – Serie de Televisión Drama en cuatro ocasiones por su papel en Breaking Bad, en 2011, 2012, 2013 y 2014, ganando en 2014 por la segunda mitad de la quinta temporada.  En los Screen Actors Guild Awards, Cranston ha sido nominado como actor masculino en una serie dramática cinco veces, en 2010, 2011, 2012, 2013 y 2014, ganando en 2013 y 2014, para ambas partes de la quinta temporada. Además, Cranston ha sido nominado con el resto del elenco por Actuación de un conjunto en una serie dramática, en 2012 , 2013 y 2014, ganando solo en 2014. 
Además, Cranston ha ganado el Premio Satellite al Mejor Actor: Serie Dramática tres veces consecutivas, en 2008 , 2009 y 2010, por las temporadas uno, dos y tres, y ha estado nominado en 2011, 2012 y 2014 por las temporadas cuatro y cinco. Ganó el Premio TCA por Logros Individuales en Drama en 2009, y estuvo nominado en 2010, 2012 y 2013; fue nominada dos veces al premio Prism a la mejor interpretación en una trama de varios episodios de una serie dramática; ganó dos premios Saturn al mejor actor de televisión en 2012 y 2013 (empatando con Kevin Bacon por The Following en la última ocasión) y fue nominado en 2009, 2010 y 2011; y ganó el premio Golden Nymph al mejor actor en una serie dramática en 2013.

## Legado

### Culto

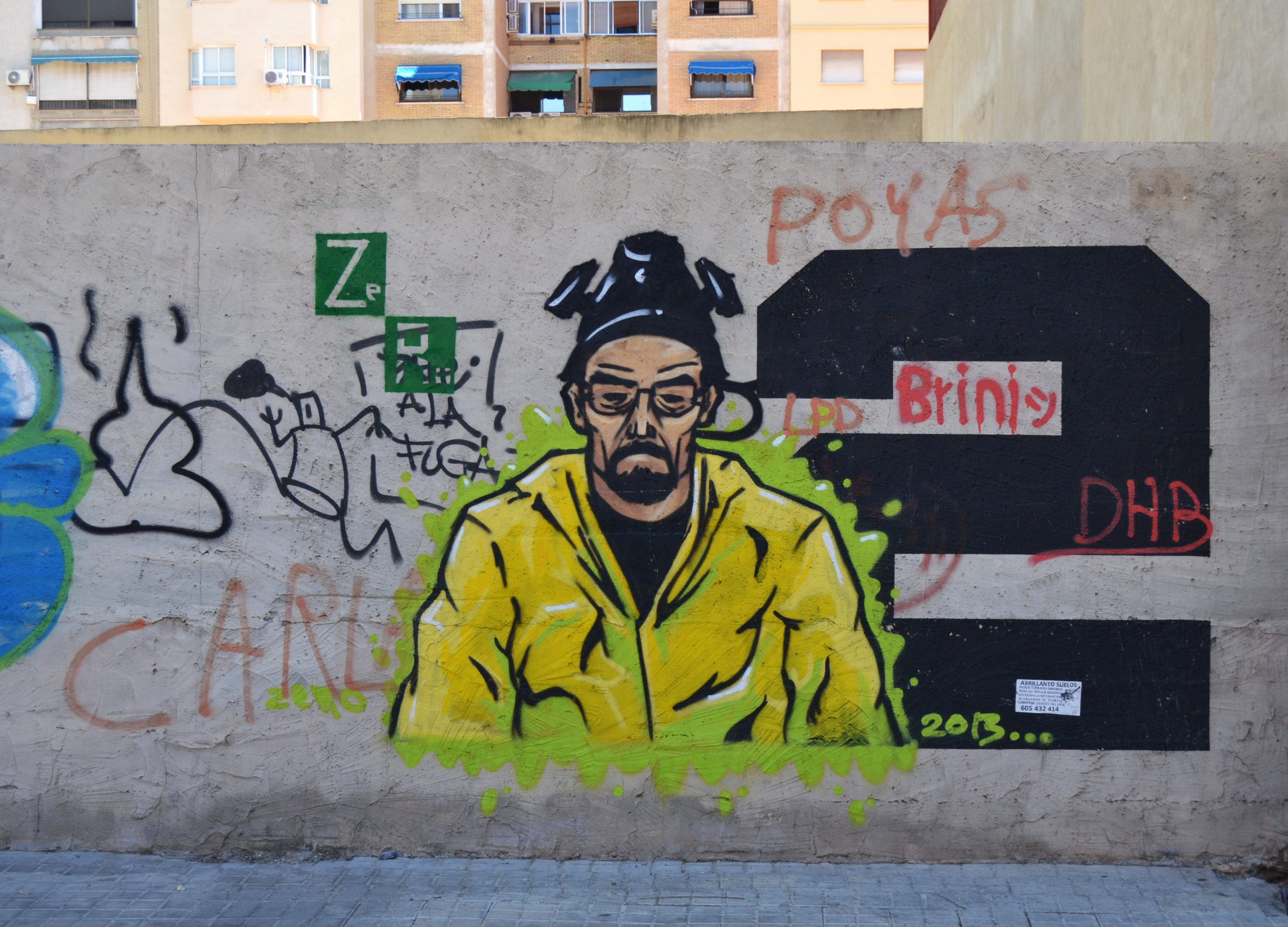
Un graffiti de Walter White en Carrer d'Antoni Suárez, Valencia, España

Con el tiempo, Walter White desarrolló un culto de seguidores, generando sitios web de fans como "Heisenberg Labs", "Walt's Armario" y "Save Walter White" (una réplica exacta del sitio web que el hijo de Walter White crea en la serie para recaudar dinero para pagar su tratamientos contra el cáncer del padre). En 2015, Gilligan pidió públicamente a los fanáticos de la serie que dejaran de recrear una escena en la que Walt, enojado, arroja una pizza al techo después de que Skyler se niega a dejarlo entrar; esto se produjo después de las quejas del propietario real de la casa.

### Otras apariciones
Cranston repitió su papel del personaje en un comercial de Esurance que se emitió durante el Super Bowl XLIX, una semana antes del estreno del spin-off de Breaking Bad, Better Call Saul.  En diciembre de 2016, Bryan hizo un cameo como White en un episodio de Saturday Night Live al aire libre. El sketch presentó a White en una transmisión de CNN donde es el favorito para el gabinete de candidato de Donald Trump para la DEA.  En 2023, Cranston repitió nuevamente su papel en un anuncio de la marca de bocadillos PopCorners durante el Super Bowl LVII.

### Estatua
Las estatuas de bronce de White y Jesse Pinkman fueron encargadas y donadas por el creador Vince Gilligan y Sony Television Pictures a la ciudad de Albuquerque en julio de 2022, que se ubicarán en el Centro de Convenciones de Albuquerque.  Fueron hechos por el ex escultor Trevor Grove. 